# Опра Вінфрі
Орфа (Опра) Ґейл Вінфрі (англ. Oprah Gail Winfrey; нар. 29 січня 1954) — американська ведуча, акторка, продюсерка, журналістка, письменниця, подкастерка, мотиваційна ораторка, підприємиця, філантропка та феміністка, амбасадорка освіти дівчат, активістка прав дітей, бореться з розбещенням неповнолітніх. Ведуча культового ток-шоу «Шоу Опри Вінфрі» та книжкових клубів, засновниця медіа-компанії «Harpo Productions», власниця телеканалу OWN, видавчиня журналу О, Журнал Опри, засновниця школи для дівчат, автобіографка. Найвпливовіша людина шоу-бізнесу у 2009 році за версією журналу Forbes. Майновий стан Вінфрі оцінюється в приблизно $2,8 млрд (на листопад 2019), завдяки чому вона вважається найбагатшою жінкою в світовому шоу-бізнесі. У 2005 році Опру Вінфрі назвали найбільшою з афроамериканських філантропів в історії. Входить до Національної зали слави жінок.

## Життєпис
Народилася в місті Косцюшко, Міссісіпі, у неодружених баптистів: покоївки Верніти Лі та шахтаря Вернона Вінфрі (пізніше був перукарем та членом муніципальної ради), коли її батько служив у армії. Справжнє ім'я — Орфа (на честь біблійної персонажки, сестри Рут), змінили у свідоцтві про народження (його не могли вимовляти близькі, за однією з версій букви переплутала акушерка).
Після народження Опри її мати переїхала на північ, і перші шість років Опра провела в сільській глушині з бабусею Гетті Мей, котра вчила її читати і брала до місцевої церкви, де дівчинку прозвали «проповідницею» за вміння переказувати глави з Біблії. Бабуся Опри розповідала, що, розпочавши говорити, Опра завжди була ніби на сцені: у дитинстві брала інтерв'ю у ляльок з кукурудзяних качанів і у ворон на паркані. Опра згадує, що бабуся, проте, часто била її прутом за невиконання домашніх справ або погану поведінку.
У 6 років Опра з матір'ю переїхала в район старого гетто міста Мілвокі, Вісконсин. Вона розповідає, що 9-річною страждала від сексуальних домагань з боку братів, дядька та їхніх друзів. Незважаючи на складне домашнє життя, в 13 років почала відвідувати школу в передмісті Мілвокі. Хоч Опра була популярною, вона не дозволяла собі з'являтися в місті так часто, як її заможні однокласники, і нарешті, як і багато підлітків наприкінці 1960-х, збунтувалась і втекла з будинку на вулицю.
В 14 років завагітніла та народила (дитина померла невдовзі після народження). Тоді ж мати відіслала Опру в Нешвілл, Теннесі до батька. Освіта стала для дівчини пріоритетом: вона увійшла в число почесних студентів і навіть була обрана «Most Popular Girl». Вигравши змагання з красномовства, у 17 років стала студенткою Університету штату Теннессі, де вивчала комунікаційні науки.
Вінфрі працювала і вчилася в університеті: вона була наймолодшою репортеркою у місцевих ЗМІ і першою чорною жінкою-репортеркою телебачення Нешвілла. У 18 років виграла в театралізованому конкурсі краси «Miss Black Tennessee», а вже в 1976 році перейшла на WJZ-TV у місті Балтимор, стала кореспонденткою шестигодинних новин, і невдовзі її почали визнавати місцевою знаменитістю.
Найкраща подруга Опри з 20-річного віку — Гейл Кінг. Кінг була ведучою «The Gayle King Show», нині редакторка «O, the Oprah Magazine». З 1997, коли Опра і Гейл знялися в кіно, вони стали мішенню постійних чуток про гомосексуальність. «Я розумію, чому люди думають, що ми лесбійки, — сказала Вінфрі в серпневому 2006 випуску свого журналу, — в нашій культурі немає визначення для цього виду взаємовідносин між жінками. І я розумію, чому вони наклеюють ярлики: як ти можеш бути настільки близькою (з кимось), не входячи в сексуальні стосунки з нею? Я сказала щось на зразок того, що уся моя відповідь — там. Люди думають, що я повинна соромитися бути гомосексуальною і не допускати цього. Дурниці».
У 1989 році проблема СНІДу, так часто обговорювана на її шоу, торкнулася особисто Вінфрі, коли захворів її помічник Біллі Різзо. «Я люблю Біллі, як брата, — сказала вона тоді, — він чудовий талановитий хлопець, і дуже боляче бачити його в такому стані». Вінфрі відвідувала його щодня протягом його останніх днів.
У квітні 2009 року Вінфрі завела блог на Twitter.
Наразі Опра Вінфрі живе в «The Promised Land», на ділянці в 42 акри з океаном і горою в Монтесіто, Каліфорнія, недалеко від Санта-Барбари. Вінфрі так сподобалася ця ділянка, покинута колишніми господарями, що вона, за чутками, придбала її за 50 мільйонів доларів, хоча цю ділянку і не продавали. У Вінфрі є і будинок у Лавалеті, Нью Джерсі, квартира в Чикаго, нерухомість на острові поблизу Маямі, лижний будиночок у Телуриді, Колорадо і власність на гавайському острові Мауї. 
Оскільки «Шоу Опри Вінфрі» транслюється з Чикаго, вона здебільшого проводить час по сусідству зі Streeterville, а решту часу проживає в Каліфорнії.
Живе з партнером Стедменом Гремом близько 30 років. Грем зробив їй пропозицію у 1992 році, але вони так і не побралися. Пара має домашніх тварин — двох кокер-спанієлів Софі та Соломона. Баптистка.

## Кар'єра
На хвилі першої популярності Опра Вінфрі заснувала медіа-компанію «Harpo Productions», яка зараз є однією з найбільших компаній у світі.
У 1976 році Вінфрі влаштувалася на роботу на телеканал WJZ-TV дикторкою новин, а згодом стала ведучою ранкового шоу.
У 1983 році перейшла на канал WLS-TV та стала ведучою новин. Протягом кількох місяців відкритий, співчутливий особистий стиль Вінфрі здобув шалену популярність. Рейтинги каналу швидко пішли вгору.
На хвилі загальнонаціонального успіху Вінфрі виконала роль у фільмі Стівена Спілберга «Барва пурпурова» за однойменною феміністською книгою. За цю роль Вінфрі номінована на Оскар.
У 1986 році запустила власне ток-шоу. Вінфрі використовувала шоу як освітню платформу, показуючи книжкові клуби, інтерв'ю та сегменти самовдосконалення. «Шоу Опри Вінфрі» проіснувало 25 років, тільки за перші 2 роки принвсши близько $125 млн прибутку. А через 10 років з моменту запуску стало найпопулярнішим шоу в США та демонструвалось ще у 64 країнах світу. За весь час існування шоу з'явилось у 146 країнах. У 2011 році вийшов останній, 4561 випуск.

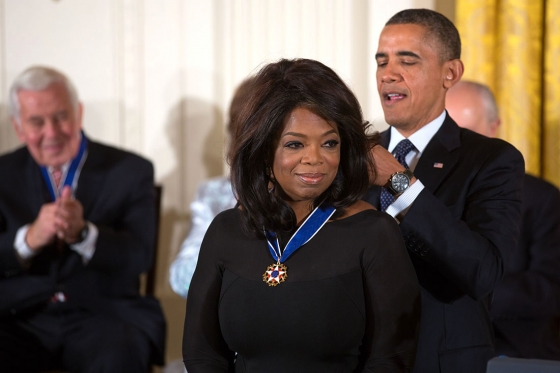
Опра Вінфрі отримує Президентську медаль Свободи від Барака Обами, 2013

Після закриття шоу Вінфрі запустила власний телеканал OWN. Попри суперечливий старт, канал отримав своє у січні 2013, коли Вінфрі передала в етер інтерв'ю з Ленсом Армстронгом, американським велосипедистом і семиразовим переможцем Тур де Франс, який був позбавлений семи титулів у 2012 через звинувачення у допінгу. Під час інтерв'ю Армстронг зізнався, що використовував стимулятори у своїй кар'єрі. Ця розмова принесла мільйонні прибутки каналу. Офіційний YouTube-канал OWN маа 2.4 мільйони підписників станом на 2018 рік.
У 2000 році Вінфрі заснувала щомісячний друкований журнал О, Журнал Опри.
У 2012 році відновила роботу книжкового клубу під назвою Книжковий клуб Опри 2.0, починаючи з мемуару Дика: небезпечна подорож як спосіб знайти себе авторки Шеріл Стрейд. Книги, обрані Вінфрі для читання у клубі, швидко стають бестселерами. Цей феномен отримав назву «Ефект Опри».

## Активізм

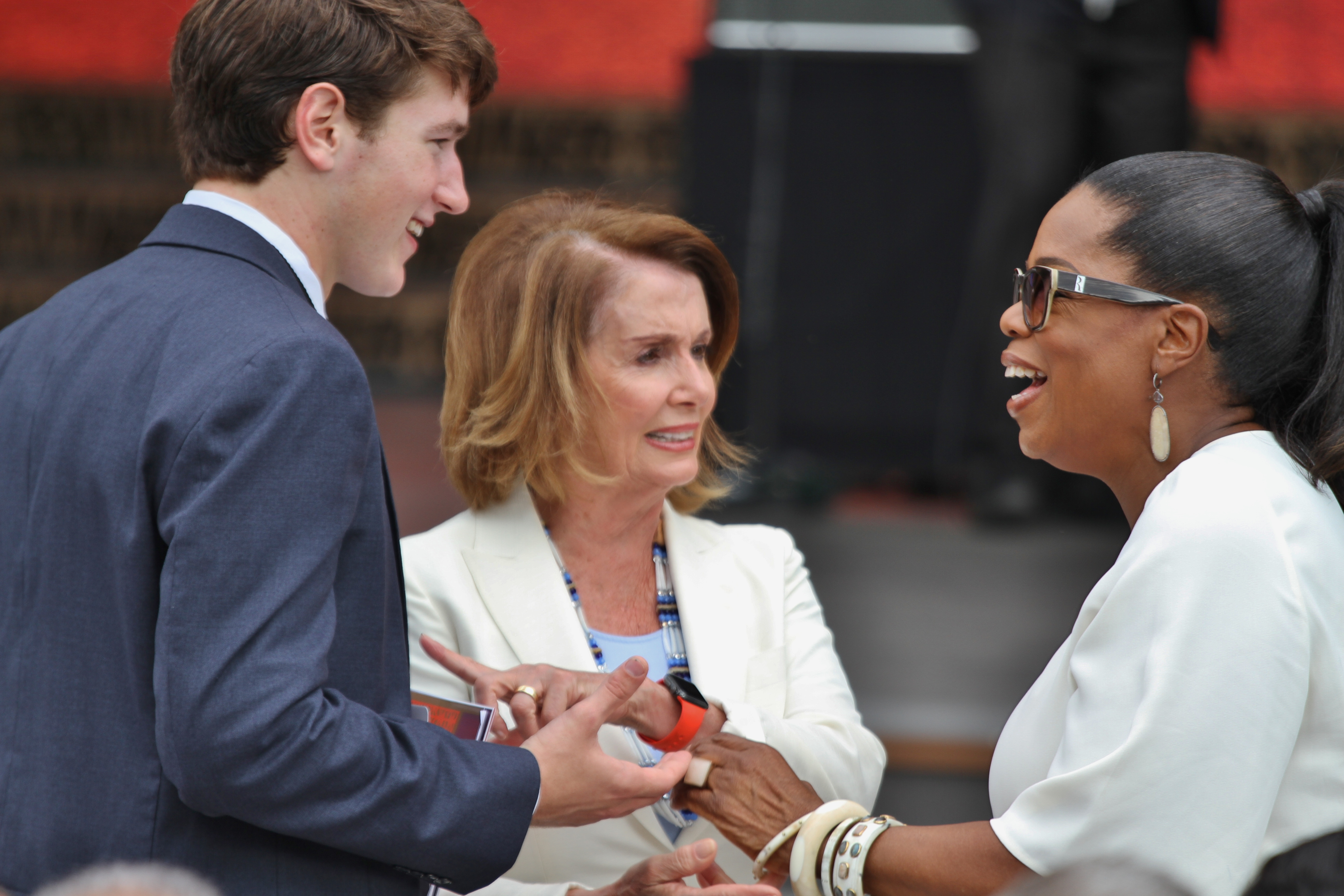
Опра Вінфрі з Ненсі Пелосі, 2016

У 2005 році Опру Вінфрі назвали найбільшою з афроамериканських філантропів в історії. Її організація «Oprah's Angel Network» зібрала більше 51 млн доларів для благодійних програм, включно з освітою дівчат в Південній Африці і допомогою жертвам урагану Катріна.

У 2007 році Вінфрі збудувала і заснувала школу для дівчат «Africa's Oprah Winfrey Leadership Academy for Girls». «У мене ніколи не було дітей і я не планую народжувати. Зараз у мене 152 дочки, очікую, що буде ще 75 наступного року. Це такий собі різновид вагітності. Я сказала бабусям, матерям, членам сімей дівчат (деякі дівчатка втратили свої сім'ї)… ваші дочки зараз — мої дочки, і я обіцяю вам піклуватися про них. Обіцяю вам».

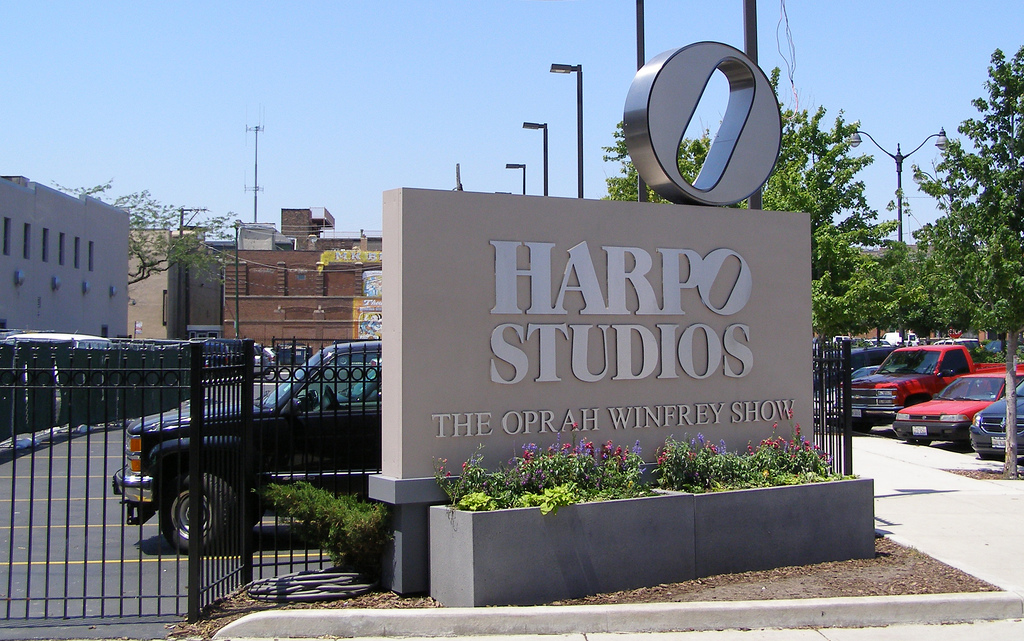
Студія Опри Вінфрі

«Коли я спостерігала за Опрою і дівчатками, — говорить найкраща подруга Вінфрі Гейл Кінг, — я подумала, що Опрі призначалося бути матір'ю, і так чи інакше, це сталося». Вінфрі планує проводити уроки домоводства в школі по супутниковому зв'язку і планує жити, вийшовши на пенсію, в створеному нею містечку при університеті. «Я хочу бути поруч з моїми дівчатами і мати можливість бачити їх», — сказала Вінфрі.
Опра Вінфрі затята активістка у боротьбі за права дітей. У 1994 році президент Клінтон затвердив законопроєкт до закону, який вона висунула Конгресу, створивши загальнонаціональну базу даних засуджених за розбещення неповнолітніх.

## Опра Вінфрі та Україна
Під час повномасштабного російського вторгнення до України в 2022 році Опра Вінфрі висловила підтримку Україні. Також висловила захоплення Польщею, коли поляки надали підтримку українським біженцям.

## Фільмографія
| Рік  |    | Українська назва                | Оригінальна назва                    | Роль                |
| ---- | -- | ------------------------------- | ------------------------------------ | ------------------- |
| 1985 | ф  | Барва пурпурова                 | The Color Purple                     | Софія               |
| 1986 | ф  | Native Son                      | Native Son                           | Місіс Томас         |
| 1987 | ф  | Скинь маму з поїзда             | Throw Momma from the Train           |                     |
| 1989 | тф | Жінки маєтку Брюстер            | The Women of Brewster Place          | Метті Майкл         |
| 1990 | тф | Маєток Брюстер                  | Brewster Place                       | Метті Майкл         |
| 1992 | ф  |                                 | There Are No Children Here           | LaJoe Rivers        |
| 1992 | ф  | Лінкольн                        | Lincoln                              | Елізабет Кіклі      |
| 1997 | тф | Розбиті серця                   | Before Women Had Wings               | Зора Вільямс        |
| 1998 | ф  | Кохана                          | Beloved                              | Сеті                |
| 2006 | ф  | Павутиння Шарлотти              | Charlotte's Web                      | гуска Гассі         |
| 2007 | ф  | Тринадцять друзів Оушена        | Ocean's Thirteen                     |                     |
| 2012 | ф  | Decoding Deepak                 | Decoding Deepak                      |                     |
| 2013 | ф  | Дворецький                      | The Butler                           | Глорія Гейнс        |
| 2014 | ф  | Програма                        | The Program                          | у ролі самої себе   |
| 2017 | ф  | Безсмертне життя Генрієтти Лакс | The Immortal Life of Henrietta Lacks | Дебора Лакс         |
| 2018 | ф  | Злам часу                       | A Wrinkle in Time                    | Пані Котра          |
| 2024 | ф  | Батальйон 6888                  | The Six Triple Eight                 | Мері Маклеод Бетьюн |

| Рік  | Фільм                 | Роль               |
| ---- | --------------------- | ------------------ |
| 1997 | Еллен                 | Терапевт           |
| 1999 | Наш друг, Мартін      | Коретта Скотт Кінг |
| 2007 | Бі Муві: Медова змова | суддя Бамблетон    |
| 2009 | Принцеса і Жаба       | Еудора             |
| 2014 | Сельма                | Енні Лі Купер      |
| 2016 | Грінліф               | Мевіс Макріді      |
| 2017 | The Star              | Дебора             |